# Lebinthus malekulensis
Lebinthus malekulensis är en insektsart som beskrevs av Robillard 2009. Lebinthus malekulensis ingår i släktet Lebinthus och familjen syrsor. Inga underarter finns listade i Catalogue of Life.